# L'Aménagement du territoire
Ne doit pas être confondu avec Aménagement du territoire.
L'Aménagement du territoire est le deuxième roman d'Aurélien Bellanger, paru le 21 août 2014 aux éditions Gallimard et récompensé la même année par le prix de Flore.

## Résumé
L'aménagement du territoire de la Mayenne offre à l'auteur l'occasion d'aborder les thèmes de la spéculation immobilière, des sociétés secrètes, du train à grande vitesse et de l'histoire de la Bretagne. La commune d'Argel, lieu de l'intrigue, est une invention inspirée par celle d'Argentré. La rivière fictive Ardoigne est la Jouanne, qui se jette dans la Mayenne à Entrammes. Du côté maternel, ses grands-parents y étaient négociants en grain. Leur ennemi était la coopérative agricole.
Le personnage central du roman s'inspire fortement de l'homme d'affaires Francis Bouygues. Y apparaissent également des personnages historiques comme Roland, le chevalier de Charlemagne, et Jacques Foccart, l'homme des secrets de Charles de Gaulle.

## Réception critique
- Le Point : « On fera sans doute à l'auteur le procès de mettre trop de notes à sa symphonie. C'est exactement ce qu'on reprochait à Mozart »[4].